# Equal Ground
Equal Ground es una organización de apoyo sin ánimo de lucro con sede en Colombo, Sri Lanka, cuyo objetivo la defensa de los derechos políticos, sociales y civiles de las lesbianas, gais, bisexuales, y personas trans (LGBT), intersexuales y queer. La organización, fundada en 2004, es una de las primeras en Sri Lanka que acoge y defiende la igualdad de personas de todas las orientaciones sexuales e identidades de género.
La organización, que ofrece servicios y publicaciones en tres idiomas, la fundó la activista por los derechos LGBT esrilanquesa Rosanna Flamer-Caldera. Tiene como objetivo alcanzar sus metas a través del activismo político, la educación, el apoyo personal y la creación de concienciación, todo esto mediante la organización de eventos comunitarios. Ha trabajado muy de cerca con mujeres lesbianas, bisexuales y trans en áreas como los derechos humanos, reformas legales, salud sexual y violencia basada en la orientación sexual y la identidad de género.

## Trabajos notables
- Equal Ground ayudó a la suya y otras comunidades cuando el tsunami de 2004 azotó Sri Lanka dejando muchos muertos y personas sin hogar.[3]
- El Orgullo de Colombo, la única celebración anual del Orgullo en Sri Lanka, la organiza Equal Ground desde 2005. Al primer evento asistieron alrededor de 350 personas y el periódico Ceylon Today lo describe como una celebración de la alegría que dura una semana con diversos eventos llenos de color, música y diversidad.[4]
- Equal Ground lanzó su primera publicación "¿Derecho, Humano?" en 2005 para celebrar el Día Internacional contra la Homofobia (IDAHOT)) que situó los derechos LGBTQ dentro de un marco más amplio de los derechos humanos y apeló a su importancia como parte de ellos.[5]
- Equal Ground publica trimestralmente Rainbow News, la única publicación LGBT del pais.
- Equal Grounds apoyó la conferencia y formación anual para mujeres lesbianas y bisexuales del sur de Asia en los años 2010 y 2011.
- La organización publicó el libreto "¿Es posible que sea trans?: un folleto para jóvenes trans" en la conferencia IDAHOT de 2014 albergada en Colombo, Sri Lanka. Al mismo tiempo estrenó el documental "La Mancha Invisible".[6]
- Equal Ground, en colaboración con la fundación Kaleidoscope por los Derechos Humanos en Australia, un grupo que promueve la igualdad de derechos para las personas LGBT en la zona de Asia y el Pacífico, presentó un informe alternativo de derechos humanos acerca de "La protección de los derechos de las personas LGBTI en Sri Lanka" al Comité de Derechos Humanos de las Naciones Unidas en septiembre de 2014.[7]

## Logros y reconocimientos
Tras el informe conjunto de Equal Ground y Kaleidoscope Australia en 2014 sobre de los derechos LGBT en Sri Lanka, presentado al Comité de Derechos Humanos de las Naciones Unidas, los representantes del gobierno del pais admitieron ante el comité por primera vez que los derechos humanos de las personas LGBT se encontraban protegidos por las leyes antidiscriminación del país. Los activistas por los derechos LGBT y la comunidad en general enfocaron esto como un pequeño cambio en la dirección correcta. En 2012, Women Deliver identificó a Equal Ground como uno de los cincuenta grupos más influyentes alrededor del mundo que ofrecen servicios a mujeres. Así pues, les agradecieron y felicitaron por su labor en favor del liderazgo y el empoderamiento de las mujeres.

## Progresos y desafíos
A pesar de que no ha sido algo crimilizado ni tabú durante gran parte de la historia del pais, tanto las personas no heterosexuales como las no cisgénero continúan sufriendo estigmas, violencia y discriminación en la sociedad esrilanquesa, y la mayoría de las organizaciones que abogan por los derechos LGBT en Sri Lanka se siguen enfrentando a amenazas y a una firme oposición. Los grupos LGTB de Sri Lanka han declarado con frecuencia que algunos de sus miembros han vivido situaciones de acoso (mediante chantaje o amenazas de exposición o arresto) por parte de la policía y otras personas, amparándose en la legalidad.
Esto se debe principalmente a que los actos sexuales consentidos entre personas del mismo sexo y la intimidad se consideran antinaturales y, por tanto, un delito penal que puede acarrear hasta diez años de cárcel según la actual constitución. En las últimas décadas, los esfuerzos por parte de activistas LGTB por despenalizar las leyes de sodomía implantadas por los colonos británicos en el pasado reciente no solo no surtieron efecto, sino que se modificó la ley para incluir a las mujeres y aumentaron las penas
Sin embargo, recientemente los esfuerzos han comportado cierto nivel de éxito: en 2017, la Corte Suprema de Sri Lanka dictaminó que las secciones 365 y 365A del Código Penal no eran ejecutables por ley, y en 2016 el estado anunció que a las personas transgénero se les permitiría cambiar su identidad de género legalmente tras la aprobación médica. Más tarde, el gobierno impulsaría los Certificados de Reconocimiento de Género y ofreció claras directrices claras a los médicos sobre cómo tratar de manera correcta a la comunidad trans.
En 2018, el Capítulo Asgiriya, una de los escuelas budistas más influyentes de Sri Lanka, expresó su apoyo abiertamente a las personas LGBTQI+ y pidió igualdad civil, incluida la enmienda de la constitución.
En un fallo histórico de 2022, las Naciones Unidas apoyaron a Flamer-Caldera en su caso en contra de la prohibición a la intimidad entre mujeres, declarándolo una violación de los derechos humanos, lo cual elevó el tema de los derechos LGBTQIA+ a un primer plano en la política de Sri Lanka.
Poco después, en noviembre de 2021, Equal Ground, junto a otros grupos de defensa de los derechos de las personas LGTB y legisladores, presentó una petición ante el Tribunal de Apelaciones solicitando una orden de prohibición contra un programa de formación para la policía encabezado por una consejera popular llamada Ama Dissanayake, en el que hacía "comentarios maliciosos, erróneos y discriminatorios" sobre las personas LGBT. El Tribunal de Apelación decidió el 8 de diciembre de 2021 admitir esta petición.
Después del COVID 19 y las posteriores crisis sociopolítico-económicas y movimientos de protesta se ha visto un resurgir en el  activismo LGBTQ+ en Sri Lanka, con el Orgullo de Colombo, el único evento anual del orgullo LGBT en el país, que se celebró por primera vez en junio de 2022 y fue organizado principalmente por Equal Ground.
El 23 de agosto de 2022, Premnath C. Dolawatte, legislador del partido nacionalista del Gobierno (SLPP), presentó un proyecto de ley de iniciativa privada al Parlamento con el objetivo de derogar y despenalizar las leyes de sodomía de la era colonial que prohíben los actos sexuales entre personas del mismo sexo. Muy pronto, Equal Ground y otras organizaciones de derechos LGTB se unieron y lo apoyaron. En mayo de 2023, el proyecto de ley recibió luz verde del Tribunal Supremo y actualmente está en negociación en el Parlamento.